# Terytorium powiernicze ONZ

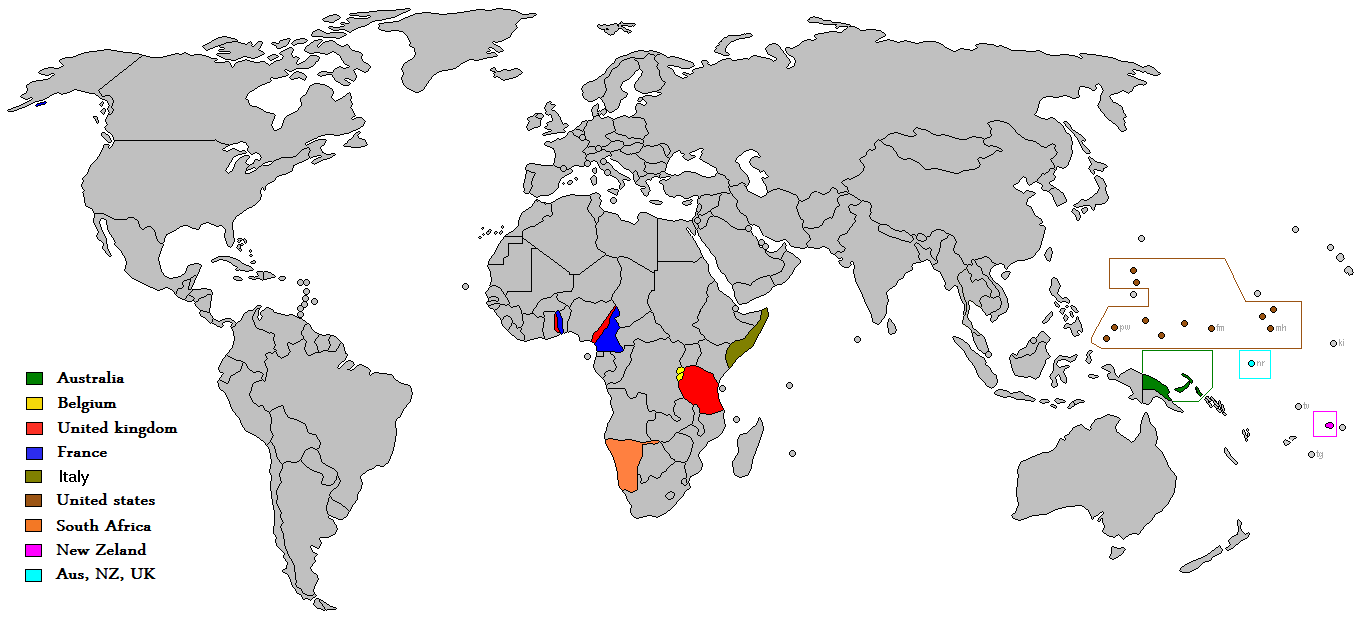
historyczne terytoria powiernicze ONZ

Terytorium powiernicze ONZ – terytorium niesamodzielne zarządzane przez państwo lub kilka państw, zgodnie z systemem powierniczym ONZ - na podstawie Karty Narodów Zjednoczonych (artykuł 77) oraz umów powierniczych. Nadzór nad powiernictwem sprawowało Zgromadzenie Ogólne ONZ i Rada Powiernicza ONZ.
System powierniczy ONZ zastąpił istniejący przed II wojną światową system mandatowy Ligi Narodów. Karta Narodów Zjednoczonych przewidywała, że systemowi powierniczemu podlegają następujące terytoria (początkowo 11):
- obszary mandatowe, które nie uzyskały niepodległości,
- obszary odłączone od państw nieprzyjacielskich po II wojnie światowej,
- obszary oddane dobrowolnie pod powiernictwo (nie było takiego wypadku).

Ostatnim terytorium powierniczym było Palau, które uzyskało samodzielność w październiku 1994 r. W związku z tym istnienie Rady Powierniczej jako organu ONZ stało się zbędne. Członkowie ONZ nie zdecydowali jednak o jej zniesieniu, gdyż wiązało się to z rewizją Karty Narodów Zjednoczonych, do czego nie było pełnego przekonania.

## Dawne terytoria powiernicze
- Nowa Gwinea Australijska (Australia) 1946–1949
- Togo Brytyjskie (Wielka Brytania) 1946–1956
- Togo Francuskie (Francja) 1946–1960
- Kamerun Francuski (Francja) 1946–1960
- Kamerun Brytyjski (Wielka Brytania) 1946–1961
- Tanganika (Wielka Brytania) 1946–1961
- Ruanda-Urundi (Belgia) 1946–1962
- Samoa Zachodnie (Nowa Zelandia) 1947–1962
- Trypolitania (Wielka Brytania) 1947–1951
- Cyrenajka (Wielka Brytania) 1947–1951
- Fazzan (Francja) 1947–1951
- Erytrea (Wielka Brytania) 1947–1952
- Nauru (Australia) 1947–1968
- Powiernicze Terytorium Somalii (Włochy) 1949–1960
- Terytorium Papui i Nowej Gwinei (Australia) 1949–1975
- Powiernicze Wyspy Pacyfiku (Stany Zjednoczone) 1947–1994